# Adetomeris acharon
Adetomeris acharon är en fjärilsart som beskrevs av Butler 1882. Adetomeris acharon ingår i släktet Adetomeris och familjen påfågelsspinnare. Inga underarter finns listade i Catalogue of Life.